# 橘舞
橘 舞（たちばな まい、4月15日 - ）は、日本のグラビアアイドル、女優、タレント。愛知県出身。
なお、かつてプラチナムプロダクションに所属していたタレントの橘舞（1991年生）とは、同姓同名の別人である。

## 来歴
大学卒業後はマネージャーとして会社勤務していたが、退職して2022年4月にジャストプロと契約し、SNSでの活動を開始。27歳の時であった。
同年7月31日、8年ぶりに復活した『ミスヤングアニマル2022』で審査員特別賞を受賞。受賞時の会見では「（2011年から2014年まで連続受賞者であり、特別審査員であった）篠崎愛さんに負けないくらい活躍できるようにこれからも頑張っていきたいと思います」と感謝とともに意気込みを述べた。これを記念し、2022年11月11日には『ヤングアニマル』の巻末グラビアを担当している。
さらに、『ミスヤングアニマル』と並行してエントリーした『ミスFLASH2023』ではセミファイナルでの敗者復活からファイナリストに進出。ファイナルバトル中間ランキングで1位に立った結果、2023年1月17日、ミスFLASH第17代目グランプリを受賞。愛知県出身者としては前年（2022年）の大塚杏奈に続く2年連続の栄冠となり、敗者復活からのグランプリは『ミスFLASH』史上初の快挙となった。
前述の『ミスヤングアニマル』受賞者であることから、『ヤングアニマル』2023年4号では「ミスFLASH2023」受賞者3人（橘、弓川いち華、井上晴菜）で同誌のグラビアを飾った。雑誌社の垣根を超え、ミスコン受賞者全員が掲載される異例のこととなった。
2024年3月31日付でジャストプロを退所し、フリーランスとなる。同年8月、『TOARU2024』で自身初の舞台出演を果たす。

## 人物
- 16年間バレエを習い、柔軟運動を特技としている[1]。Y字ならぬI字バランスが特技[15]。
- 趣味は舞台鑑賞[1]。特に宝塚歌劇団は月に10回程度観に行っており[1]、月組・月城かなと推し[16]。
- 好きなアニメは『僕のヒーローアカデミア』[動画 2]。
- チャームポイントは笑顔[1]。

## 出演

### テレビ
- 極楽山本・ロンブー亮のARIGATEENA TV（2022年6月6日、8月、テレビ埼玉）[17]
- ヒロミ・指原の“恋のお世話始めました”（2023年2月、ABEMA）
- MONOTONE LOVE -価値観重視の恋-（2023年12月28日、ABEMA）全6話[18]

### YouTube
- 佐久間宣行のNOBROCK TV

### ドラマ
- ザ・トラベルナース5話（2022年9月、テレビ朝日）
- Aroundクォーター4話（2023年7月、テレビ朝日）アンナ 役

### 舞台
- TOARU2024（2024年8月23日 - 9月1日、キンケロ・シアター）- 丸井希望役[14]
- ミサイルマン（2024年10月、シアターサンモール）-オネア役
- レディ・ア・ゴーゴー‼（2024年12月、キンケロ・シアター )宮益奈々役
- 殺し屋トレイシー兄弟の楽しすぎる夜（2025年3月19日 - 23日、シアターサンモール）[19]
- TA-TAC TA-TOUM（2025年5月、六行会ホール)　真央役
- 絆のTwilight (2025年7月9日-13日、中野Twl) つむぎ役 舞台初主演
- TOARU2025丸井希望役（2025年8月22日 - 8月31日、キンケロ・シアター）- 丸井希望役[14]

### 雑誌
- 2022年11月 白泉社『ヤングアニマル』
- 2023年1月 光文社『FLASH』
- 2023年2月 白泉社『ヤングアニマル』
- 2023年2月 光文社『FLASH』
- 2023年5月 アストワ『ピースコンバット』
- 2023年5月 小学館『sabra』
- 2023年5月 光文社『FLASH』
- 2023年6月 光文社『FLASH』
- 2023年8月 光文社『FLASH』
- 2023年8月 小学館『sabra』
- 2023年8月 光文社『ミスFLASH2023 橘舞』
- 2023年10月 スクウェアエニックス『ヤングガンガン』
- 2023年11月 光文社『FLASH』
- 2023年12月 光文社『FLASH』
- 2024年1月 光文社『FLASH』
- 2024年2月 光文社『FLASH』
- 2024年2月 集英社『週刊プレイボーイ』
- 2025年7月『HORETABI』高知県特集　単独表紙

### カラオケ
- LIVE DAM グラビアカラオケ「グラカラ」橘舞出演 2022年8月16日よりカラオケLIVEDAM Aiにて配信スタート[動画 2]

### ラウンドガール
| 年     | 大会名 | ユニット名  | 他メンバー                                                             |
| ------ | ------ | ----------- | ---------------------------------------------------------------------- |
| 2025年 | Krush  | Krush GIRLS | 冨樫秋穂、瀬戸なみ、杉本愛莉鈴、荻野心、百田汐里、田丸りさ、小坂田純奈 |